# リング・カ・キング
リング・カ・キング（Ring Ka King）は、かつてインドのマハーラーシュトラ州プネーを拠点としていたプロレス団体。団体名は英語の「キング・オブ・ザ・リング（King of the Ring）」を意味する。

## 歴史
2011年12月、TNAのジェフ・ジャレットがアジアでのマーケット拡大を目的として設立。
2012年1月、プネーで旗揚げ戦を開催。同年、イタリアのテレビ制作会社「エンデモル」との業務提携を発表。
2012年1月から4月まで1時間×26回のテレビ放映がされたが、それ以降はテレビテーピングも放映もされておらず消滅したと思われる。

## タイトル
- リング・カ・キング・ヘビー級王座
- リング・カ・キング・タッグ王座

## 所属選手
所属選手はTNA所属選手、TNAの傘下団体「OVW」所属選手、TNAに参戦経験があるフリー選手、インド出身選手で構成されている。

### 男子選手
- アゴリ・サーヤ（Aghori Saaya）
- アビス（Abyss）
- アメリカン・アドニス（American Adonis）
- イザヤ・キャッシュ（Isaiah Cash）
- クリフ・コンプトン（Cliff Compton）
- グル・シラ（Gurv Sihra）
- サンジェイ・ダット（Sonjay Dutt）
- ジーマ・アイオン（Zema Ion）
- ジミー・レイブ（Jimmy Rave）
- シェラ（Shera）
- シーク・アブドゥル・ベシア（Sheik Abdul Bashir）
- シーク・ムスタファ・ベシア（Sheik Mustafa Bashir）
- ジワラ（Jwala）
- スコット・スタイナー（Scott Steiner）
- ゾラバー（Zorabar）
- ダッドリー・ダンダ（Deadly Danda）
- チャボ・ゲレロ・ジュニア（Chavo Guerrero Jr.）
- トニー・ブロードウェイ（Tony Broadway）
- ニコラス・ディンスモア（Doctor Nicholas Dinsmore）
- ハリウッド（Hollywood）
- パギャル・パリンダ（Pagal Parinda）
- パテャニ・パチャ1号（Patthani Patthe I）
- パテャニ・パチャ2号（Patthani Patthe II）
- ハル・シラ（Harv Sihra）
- バロード（Barood）
- ブルータス・マグナス（Brutus Magnus）
- ブルドッグ・ハート（Bulldog Hart）
- マックスB（Max B）
- マット・モーガン（Matt Morgan）
- マハバリ・ベラ（Mahabali Veera）
- ムンバイ・キャット（Mumbai Cats）
- ロスコー・ジャクソン（Roscoe Jackson）
- ロメロ・ラプタ（Romeo Rapta）

### 女子選手
- アンジェリーナ・ラブ（Angelina Love）
- ミッキー・ジェームス（Mickie James）
- ライシャ・サイード（Raisha Saeed）

## スタッフ

### プロデューサー
- ダッチ・マンテル（Dutch Mantel）
- ジェフ・ジャレット（Jeff Jarrett）
- サンジェイ・ダット（Sonjay Dutt）
- ジェレミー・ボラッシュ（Jeremy Borash）
- デーブ・ラグナ（Dave Ragna）

### トレーナー
- サビオ・ベガ（Savio Vega）

## 故人
- チョホトゥ（Chhotu）（2012年1月7日死去）